# Elezioni comunali in Puglia del 2025
Le elezioni comunali in Puglia del 2025 si sono tenute il 25 e 26 maggio 2025, con eventuale turno di ballottaggio l'8 e il 9 giugno, in contemporanea con le elezioni amministrative nelle altre regioni italiane e, per il secondo turno, con alcuni referendum abrogativi. Complessivamente, sono andati al voto 10 comuni pugliesi, di cui 4 con popolazione superiore ai 15.000 abitanti.

## Riepilogo sindaci eletti
Movimento 5 Stelle - civiche
     Coalizione civica di centro-sinistra
     Coalizione di centro
     Coalizione di centro-sinistra 
     Commissario prefettizio
| Provincia | Comune    | Popolazione legale (censimento 2021) | Sindaco uscente | Sindaco uscente           | Sindaco eletto | Sindaco eletto           | Primo turno | Primo turno | Secondo turno | Secondo turno | Seggi   |
| Provincia | Comune    | Popolazione legale (censimento 2021) | Sindaco uscente | Sindaco uscente           | Sindaco eletto | Sindaco eletto           | Voti        | %           | Voti          | %             | Seggi   |
| --------- | --------- | ------------------------------------ | --------------- | ------------------------- | -------------- | ------------------------ | ----------- | ----------- | ------------- | ------------- | ------- |
| Bari      | Triggiano | 26.113                               |                 | Giuseppina Ferri          |                | Giuseppe Toscano (Ind.)  | 4.693       | 33,82       | 6.135         | 50,78         | 10 / 16 |
| Foggia    | Orta Nova | 16.869                               |                 | Commissione straordinaria |                | Domenico Di Vito (Ind.)  | 3.494       | 40,34       | 4.403         | 58,61         | 10 / 16 |
| Taranto   | Massafra  | 32.116                               |                 | Eufemia Tarsia            |                | Giancarla Zaccaro (Ind.) | 8.515       | 46,32       | 8.793         | 60,43         | 15 / 24 |
| Taranto   | Taranto   | 189.461                              |                 | Giuliana Perrotta         |                | Pietro Bitetti (Con)     | 32.975      | 37,39       | 39.512        | 54,66         | 20 / 32 |

## Città metropolitana di Bari

### Triggiano
| Candidati                              | Candidati                   | II turno             | II turno          | I turno | I turno | Liste                       | Voti   | %    | Seggi |
| Candidati                              | Candidati                   | Voti                 | %                 | Voti    | %       | Liste                       | Voti   | %    | Seggi |
| -------------------------------------- | --------------------------- | -------------------- | ----------------- | ------- | ------- | --------------------------- | ------ | ---- | ----- |
|                                        | Giuseppe Toscano ✔️ Sindaco | 6 135                | 50,78             | 4 693   | 33,82   | Triggiano Possibile         | 1 222  | 9,22 | 3     |
| ORA Orizzonti Attivi                   | Giuseppe Toscano ✔️ Sindaco | 6 135                | 50,78             | 4 693   | 33,82   | 1 133                       | 8,55   | 3    |       |
| Triggiano Rinasce                      | Giuseppe Toscano ✔️ Sindaco | 6 135                | 50,78             | 4 693   | 33,82   | 808                         | 6,10   | 2    |       |
| Movimento 5 Stelle                     | Giuseppe Toscano ✔️ Sindaco | 6 135                | 50,78             | 4 693   | 33,82   | 718                         | 5,42   | 2    |       |
| Totale liste                           | Giuseppe Toscano ✔️ Sindaco | 6 135                | 50,78             | 4 693   | 33,82   | 3 881                       | 29,29  | 10   |       |
|                                        | Mauro Battista              | 5 946                | 49,22             | 4 942   | 35,61   | Più Valore per Triggiano    | 1 178  | 8,89 | 1     |
| Siamo Triggiano                        | Mauro Battista              | 5 946                | 49,22             | 4 942   | 35,61   | 1 051                       | 7,93   | 1    |       |
| Insieme per il Futuro di Triggiano     | Mauro Battista              | 5 946                | 49,22             | 4 942   | 35,61   | 910                         | 6,87   | –    |       |
| Meglio Battista                        | Mauro Battista              | 5 946                | 49,22             | 4 942   | 35,61   | 904                         | 6,82   | –    |       |
| Per Triggiano                          | Mauro Battista              | 5 946                | 49,22             | 4 942   | 35,61   | 863                         | 6,51   | –    |       |
| Seggio di coalizione                   | Seggio di coalizione        | Seggio di coalizione | 49,22             | 4 942   | 35,61   | 1                           |        |      |       |
| Totale liste                           | Mauro Battista              | 5 946                | 49,22             | 4 942   | 35,61   | 4 906                       | 37,02  | 3    |       |
|                                        | Michele Cascarano           | Michele Cascarano    | Michele Cascarano | 4 242   | 30,57   | 70019 - Indirizzo Triggiano | 1 180  | 8,90 | 1     |
| Partito Democratico                    | Michele Cascarano           | Michele Cascarano    | Michele Cascarano | 4 242   | 30,57   | 1 173                       | 8,85   | 1    |       |
| Cascarano Sindaco                      | Michele Cascarano           | Michele Cascarano    | Michele Cascarano | 4 242   | 30,57   | 1 156                       | 8,72   | –    |       |
| Progressisti per Triggiano - Cloud-PSI | Michele Cascarano           | Michele Cascarano    | Michele Cascarano | 4 242   | 30,57   | 956                         | 7,21   | –    |       |
| Seggio di coalizione                   | Seggio di coalizione        | Seggio di coalizione | Michele Cascarano | 4 242   | 30,57   | 1                           |        |      |       |
| Totale liste                           | Michele Cascarano           | Michele Cascarano    | Michele Cascarano | 4 242   | 30,57   | 4 465                       | 33,69  | 3    |       |
| Totale                                 | Totale                      | 12 081               | 100               | 13 877  | 100     |                             | 13 252 | 100  | 16    |
|                                        |                             |                      |                   |         |         |                             |        |      |       |
| Fonte: Ministero dell'interno          |                             |                      |                   |         |         |                             |        |      |       |

1. ↑  Lista sostenuta da Puglia Popolare.
2. ↑  Lista sostenuta da Associazione Vela Rossa.
3. ↑  Lista sostenuta da Alleanza Verdi e Sinistra.
4. ↑  Lista sostenuta da Italia Viva.

## Provincia di Barletta-Andria-Trani

### San Ferdinando di Puglia
|                               | Michele Lamacchia ✔️ Sindaco | Progressisti e Democratici        | 2 984 | 36,40 | 11 |  |  |  |  |
|                               | Antonio Mario Acquaviva      | San Ferdinando di Puglia Migliora | 1 874 | 22,86 | 2  |  |  |  |  |
|                               | Biagio Musci                 | Adesso San Ferdinando             | 1 682 | 20,52 | 2  |  |  |  |  |
|                               | Aniello Masciulli            | Insieme Possiamo                  | 1 658 | 20,22 | 1  |  |  |  |  |
| Totale                        | Totale                       |                                   | 8 198 | 100   | 16 |  |  |  |  |
|                               |                              |                                   |       |       |    |  |  |  |  |
| Fonte: Ministero dell'interno |                              |                                   |       |       |    |  |  |  |  |

1. ↑  Include candidati dissidenti del Partito Democratico.
2. ↑  Lista sostenuta da Forza Italia[7]
3. ↑  Include candidati dissidenti del Partito Democratico.
4. ↑  Lista sostenuta da Fratelli d'Italia, Lega e Puglia Popolare.

## Provincia di Foggia

### Carapelle
|                               | Luigi Marasco ✔️ Sindaco | Uniti per Carapelle  | 1 476 | 41,84 | 8  |  |  |  |  |
|                               | Umberto Di Michele       | Il Salto             | 1 217 | 34,50 | 2  |  |  |  |  |
|                               | Sergio Izzi              | Carapelle Bellissima | 835   | 23,67 | 2  |  |  |  |  |
| Totale                        | Totale                   |                      | 3 528 | 100   | 12 |  |  |  |  |
|                               |                          |                      |       |       |    |  |  |  |  |
| Fonte: Ministero dell'interno |                          |                      |       |       |    |  |  |  |  |

1. ↑  Lista sostenuta da Puglia Popolare.
2. ↑  Lista sostenuta da  Noi Moderati e Forza Italia.

### Castelluccio dei Sauri
|                               | Mattia Lucino Azzone ✔️ Sindaco | Castelluccio Futura      | 599   | 48,54 | 7  |  |  |  |  |
|                               | Antonello Del Priore            | Obiettivo 2030           | 521   | 42,22 | 3  |  |  |  |  |
|                               | Pasquale Di Flumeri             | Castelluccio Sostenibile | 114   | 9,24  | –  |  |  |  |  |
| Totale                        | Totale                          |                          | 1 234 | 100   | 10 |  |  |  |  |
|                               |                                 |                          |       |       |    |  |  |  |  |
| Fonte: Ministero dell'interno |                                 |                          |       |       |    |  |  |  |  |

1. ↑  Lista sostenuta da Forza Italia.

### Lesina
|                               | Primiano Leonardo Di Mauro ✔️ Sindaco | Lesina Azzurra | 1 300 | 34,87 | 8  |  |  |  |  |
|                               | Alessandra Matarante                  | Lesina Futura  | 1 298 | 34,82 | 2  |  |  |  |  |
|                               | Antonio Trombetta                     | Nuova Lesina   | 1 130 | 30,31 | 2  |  |  |  |  |
| Totale                        | Totale                                |                | 3 728 | 100   | 12 |  |  |  |  |
|                               |                                       |                |       |       |    |  |  |  |  |
| Fonte: Ministero dell'interno |                                       |                |       |       |    |  |  |  |  |

1. ↑  Lista sostenuta dalla Lega.
2. ↑  Lista sostenuta da Forza Italia, Fratelli d'Italia, Puglia Popolare e Noi Moderati

### Orta Nova
| Candidati                     | Candidati                   | II turno             | II turno         | I turno | I turno | Liste                 | Voti  | %     | Seggi |
| Candidati                     | Candidati                   | Voti                 | %                | Voti    | %       | Liste                 | Voti  | %     | Seggi |
| ----------------------------- | --------------------------- | -------------------- | ---------------- | ------- | ------- | --------------------- | ----- | ----- | ----- |
|                               | Domenico Di Vito ✔️ Sindaco | 4 403                | 58,61            | 3 494   | 40,34   | Orta Nova Mi Piace    | 1 648 | 20,55 | 5     |
| Orta Nova Democratica         | Domenico Di Vito ✔️ Sindaco | 4 403                | 58,61            | 3 494   | 40,34   | 944                   | 11,77 | 3     |       |
| Orta Nova per Tutti           | Domenico Di Vito ✔️ Sindaco | 4 403                | 58,61            | 3 494   | 40,34   | 625                   | 7,79  | 2     |       |
| Totale liste                  | Domenico Di Vito ✔️ Sindaco | 4 403                | 58,61            | 3 494   | 40,34   | 3 217                 | 40,12 | 10    |       |
|                               | Gerardo Tarantino           | 3 109                | 41,39            | 2 695   | 31,11   | Fratelli d'Italia     | 1 059 | 13,21 | 1     |
| Lista Tarantino Sindaco       | Gerardo Tarantino           | 3 109                | 41,39            | 2 695   | 31,11   | 752                   | 9,38  | –     |       |
| Forza Italia                  | Gerardo Tarantino           | 3 109                | 41,39            | 2 695   | 31,11   | 729                   | 9,09  | 1     |       |
| Seggio di coalizione          | Seggio di coalizione        | Seggio di coalizione | 41,39            | 2 695   | 31,11   | 1                     |       |       |       |
| Totale liste                  | Gerardo Tarantino           | 3 109                | 41,39            | 2 695   | 31,11   | 2 540                 | 31,68 | 3     |       |
|                               | Angela Fazi                 | Angela Fazi          | Angela Fazi      | 1 540   | 17,78   | Angela Fazi Sindaca   | 862   | 10,75 | 1     |
| Coraggio Orta Nova            | Angela Fazi                 | Angela Fazi          | Angela Fazi      | 1 540   | 17,78   | 503                   | 6,27  | –     |       |
| Seggio di coalizione          | Seggio di coalizione        | Seggio di coalizione | Angela Fazi      | 1 540   | 17,78   | 1                     |       |       |       |
| Totale liste                  | Angela Fazi                 | Angela Fazi          | Angela Fazi      | 1 540   | 17,78   | 1 365                 | 17,02 | 2     |       |
|                               | Nicola Di Stasio            | Nicola Di Stasio     | Nicola Di Stasio | 933     | 10,77   | Rivoluzione Orta Nova | 487   | 6,07  | –     |
| Con Di Stasio Sindaco         | Nicola Di Stasio            | Nicola Di Stasio     | Nicola Di Stasio | 933     | 10,77   | 323                   | 4,03  | –     |       |
| Nuovo PSI                     | Nicola Di Stasio            | Nicola Di Stasio     | Nicola Di Stasio | 933     | 10,77   | 86                    | 1,07  | –     |       |
| Seggio di coalizione          | Seggio di coalizione        | Seggio di coalizione | Nicola Di Stasio | 933     | 10,77   | 1                     |       |       |       |
| Totale liste                  | Nicola Di Stasio            | Nicola Di Stasio     | Nicola Di Stasio | 933     | 10,77   | 896                   | 11,17 | 1     |       |
| Totale                        | Totale                      | 7 512                | 100              | 8 662   | 100     |                       | 8 018 | 100   | 16    |
|                               |                             |                      |                  |         |         |                       |       |       |       |
| Fonte: Ministero dell'interno |                             |                      |                  |         |         |                       |       |       |       |

1. ↑  Il candidato riceve il sostegno di Socialismo Dauno.
2. ↑  Il candidato riceve il sostegno dell'Unione di Centro.
3. ↑  Lista sostenuta da Lega per Salvini Premier, Partito Liberale Italiano, Puglia Popolare e Democrazia Cristiana.
4. ↑  Lista sostenuta dal Partito Democratico.

## Provincia di Lecce

### Corsano
|                               | Francesco Caracciolo ✔️ Sindaco | Corsano Futura         | 2 150 | 63,67 | 8  |  |  |  |  |
|                               | Pierluigi Ciardo                | Corsano Insieme        | 1 193 | 35,33 | 4  |  |  |  |  |
|                               | Luigi Russo                     | Alternativa Proletaria | 34    | 1,01  | –  |  |  |  |  |
| Totale                        | Totale                          |                        | 3 377 | 100   | 12 |  |  |  |  |
|                               |                                 |                        |       |       |    |  |  |  |  |
| Fonte: Ministero dell'interno |                                 |                        |       |       |    |  |  |  |  |

1. ↑  Lista sostenuta dal Partito Democratico.

### Taviano
|                               | Francesco Pellegrino ✔️ Sindaco | Radici e Futuro       | 3 586 | 50,88 | 11 |  |  |  |  |
|                               | Serena Stefanelli               | Taviano Guarda Avanti | 3 462 | 49,12 | 5  |  |  |  |  |
| Totale                        | Totale                          |                       | 7 048 | 100   | 16 |  |  |  |  |
|                               |                                 |                       |       |       |    |  |  |  |  |
| Fonte: Ministero dell'interno |                                 |                       |       |       |    |  |  |  |  |

1. ↑  Lista sostenuta dal  Partito Democratico.

## Provincia di Taranto

### Massafra
| Candidati                          | Candidati                    | II turno             | II turno         | I turno | I turno | Liste                 | Voti   | %     | Seggi |
| Candidati                          | Candidati                    | Voti                 | %                | Voti    | %       | Liste                 | Voti   | %     | Seggi |
| ---------------------------------- | ---------------------------- | -------------------- | ---------------- | ------- | ------- | --------------------- | ------ | ----- | ----- |
|                                    | Giancarla Zaccaro ✔️ Sindaca | 8 793                | 60,43            | 8 515   | 46,32   | Lista Zaccaro Sindaco | 2 354  | 13,22 | 4     |
| Massafra Libera                    | Giancarla Zaccaro ✔️ Sindaca | 8 793                | 60,43            | 8 515   | 46,32   | 2 312                 | 12,98  | 4     |       |
| Massafra Terra Nostra              | Giancarla Zaccaro ✔️ Sindaca | 8 793                | 60,43            | 8 515   | 46,32   | 1 834                 | 10,30  | 3     |       |
| Futura                             | Giancarla Zaccaro ✔️ Sindaca | 8 793                | 60,43            | 8 515   | 46,32   | 1 624                 | 9,12   | 3     |       |
| Unione di Centro                   | Giancarla Zaccaro ✔️ Sindaca | 8 793                | 60,43            | 8 515   | 46,32   | 676                   | 3,80   | 1     |       |
| Totale liste                       | Giancarla Zaccaro ✔️ Sindaca | 8 793                | 60,43            | 8 515   | 46,32   | 8 800                 | 49,41  | 15    |       |
|                                    | Emanuele Fisicaro            | 5 757                | 39,57            | 5 679   | 30,89   | Forza Italia          | 1 898  | 10,66 | 2     |
| Democrazia Cristiana con Rotondi   | Emanuele Fisicaro            | 5 757                | 39,57            | 5 679   | 30,89   | 1 691                 | 9,49   | 2     |       |
| Fratelli d'Italia                  | Emanuele Fisicaro            | 5 757                | 39,57            | 5 679   | 30,89   | 1 570                 | 8,82   | 1     |       |
| Prima Massafra                     | Emanuele Fisicaro            | 5 757                | 39,57            | 5 679   | 30,89   | 489                   | 2,75   | –     |       |
| Lista Fisicaro Sindaco             | Emanuele Fisicaro            | 5 757                | 39,57            | 5 679   | 30,89   | 328                   | 1,84   | –     |       |
| Seggio di coalizione               | Seggio di coalizione         | Seggio di coalizione | 39,57            | 5 679   | 30,89   | 1                     |        |       |       |
| Totale liste                       | Emanuele Fisicaro            | 5 757                | 39,57            | 5 679   | 30,89   | 5 976                 | 33,55  | 6     |       |
|                                    | Giuseppe Losavio             | Giuseppe Losavio     | Giuseppe Losavio | 4 190   | 22,79   | Ambiente e Progresso  | 650    | 3,65  | 1     |
| Progetto Comune                    | Giuseppe Losavio             | Giuseppe Losavio     | Giuseppe Losavio | 4 190   | 22,79   | 584                   | 3,28   | 1     |       |
| Democrazia in Movimento            | Giuseppe Losavio             | Giuseppe Losavio     | Giuseppe Losavio | 4 190   | 22,79   | 521                   | 2,93   | –     |       |
| Movimento 5 Stelle                 | Giuseppe Losavio             | Giuseppe Losavio     | Giuseppe Losavio | 4 190   | 22,79   | 400                   | 2,25   | –     |       |
| Lista Losavio Sindaco              | Giuseppe Losavio             | Giuseppe Losavio     | Giuseppe Losavio | 4 190   | 22,79   | 376                   | 2,11   | –     |       |
| Noi con Massafra                   | Giuseppe Losavio             | Giuseppe Losavio     | Giuseppe Losavio | 4 190   | 22,79   | 369                   | 2,07   | –     |       |
| Costituente di Centro per Massafra | Giuseppe Losavio             | Giuseppe Losavio     | Giuseppe Losavio | 4 190   | 22,79   | 134                   | 0,75   | –     |       |
| Seggio di coalizione               | Seggio di coalizione         | Seggio di coalizione | Giuseppe Losavio | 4 190   | 22,79   | 1                     |        |       |       |
| Totale liste                       | Giuseppe Losavio             | Giuseppe Losavio     | Giuseppe Losavio | 4 190   | 22,79   | 3 034                 | 17,04  | 3     |       |
| Totale                             | Totale                       | 14 550               | 100              | 18 384  | 100     |                       | 17 810 | 100   | 24    |
|                                    |                              |                      |                  |         |         |                       |        |       |       |
| Fonte: Ministero dell'interno      |                              |                      |                  |         |         |                       |        |       |       |

1. ↑  Candidata sostenuta da Noi Moderati, Movimento Politico Schittulli e da dissidenti di Fratelli d'Italia[9]
2. ↑  Lista sostenuta da dissidenti di Forza Italia.[10]
3. ↑  Include esponenti del Partito Democratico.[8]
4. ↑  Lista sostenuta da Alleanza Verdi e Sinistra.

### Taranto
| Candidati                           | Candidati                 | II turno             | II turno            | I turno | I turno | Liste                     | Voti   | %     | Seggi |
| Candidati                           | Candidati                 | Voti                 | %                   | Voti    | %       | Liste                     | Voti   | %     | Seggi |
| ----------------------------------- | ------------------------- | -------------------- | ------------------- | ------- | ------- | ------------------------- | ------ | ----- | ----- |
|                                     | Pietro Bitetti ✔️ Sindaco | 39 512               | 54,66               | 32 875  | 37,39   | Partito Democratico       | 12 719 | 15,24 | 8     |
| Con Bitetti                         | Pietro Bitetti ✔️ Sindaco | 39 512               | 54,66               | 32 875  | 37,39   | 6 523                     | 7,82   | 4     |       |
| Unire Taranto                       | Pietro Bitetti ✔️ Sindaco | 39 512               | 54,66               | 32 875  | 37,39   | 4 135                     | 4,95   | 2     |       |
| Per Bitetti Sindaco                 | Pietro Bitetti ✔️ Sindaco | 39 512               | 54,66               | 32 875  | 37,39   | 3 476                     | 4,16   | 2     |       |
| Democrazia Solidale                 | Pietro Bitetti ✔️ Sindaco | 39 512               | 54,66               | 32 875  | 37,39   | 2 552                     | 3,06   | 1     |       |
| Alleanza Verdi e Sinistra           | Pietro Bitetti ✔️ Sindaco | 39 512               | 54,66               | 32 875  | 37,39   | 1 900                     | 2,28   | 1     |       |
| Democrazia Cristiana                | Pietro Bitetti ✔️ Sindaco | 39 512               | 54,66               | 32 875  | 37,39   | 1 695                     | 2,03   | 1     |       |
| Partito Liberaldemocratico - Azione | Pietro Bitetti ✔️ Sindaco | 39 512               | 54,66               | 32 875  | 37,39   | 1 476                     | 1,77   | 1     |       |
| Totale liste                        | Pietro Bitetti ✔️ Sindaco | 39 512               | 54,66               | 32 875  | 37,39   | 34 476                    | 41,31  | 20    |       |
|                                     | Francesco Tacente         | 32 775               | 45,34               | 22 987  | 26,14   | Prima Taranto             | 5 380  | 6,45  | 1     |
| Patto Popolare                      | Francesco Tacente         | 32 775               | 45,34               | 22 987  | 26,14   | 3 956                     | 4,74   | 1     |       |
| Unione di Centro - Evviva Taranto   | Francesco Tacente         | 32 775               | 45,34               | 22 987  | 26,14   | 3 824                     | 4,58   | 1     |       |
| Riformisti per Taranto - Socialisti | Francesco Tacente         | 32 775               | 45,34               | 22 987  | 26,14   | 3 785                     | 4,54   | 1     |       |
| Fortemente Liberi                   | Francesco Tacente         | 32 775               | 45,34               | 22 987  | 26,14   | 3 144                     | 3,77   | 1     |       |
| Taranto Popolare                    | Francesco Tacente         | 32 775               | 45,34               | 22 987  | 26,14   | 1 530                     | 1,83   | –     |       |
| Noi Taranto                         | Francesco Tacente         | 32 775               | 45,34               | 22 987  | 26,14   | 1 494                     | 1,79   | –     |       |
| Seggio di coalizione                | Seggio di coalizione      | Seggio di coalizione | 45,34               | 22 987  | 26,14   | 1                         |        |       |       |
| Totale liste                        | Francesco Tacente         | 32 775               | 45,34               | 22 987  | 26,14   | 23 113                    | 27,69  | 6     |       |
|                                     | Luca Lazzaro              | Luca Lazzaro         | Luca Lazzaro        | 17 060  | 19,40   | Fratelli d'Italia (A)     | 7 184  | 8,61  | 2     |
| Forza Italia (A)                    | Luca Lazzaro              | Luca Lazzaro         | Luca Lazzaro        | 17 060  | 19,40   | 4 353                     | 5,22   | 1     |       |
| Noi Moderati - Lazzaro Sindaco (A)  | Luca Lazzaro              | Luca Lazzaro         | Luca Lazzaro        | 17 060  | 19,40   | 2 099                     | 2,51   | –     |       |
| Partito Liberale Italiano           | Luca Lazzaro              | Luca Lazzaro         | Luca Lazzaro        | 17 060  | 19,40   | 760                       | 0,91   | –     |       |
| Seggio di coalizione                | Seggio di coalizione      | Seggio di coalizione | Luca Lazzaro        | 17 060  | 19,40   | 1                         |        |       |       |
| Totale liste                        | Luca Lazzaro              | Luca Lazzaro         | Luca Lazzaro        | 17 060  | 19,40   | 14 396                    | 17,25  | 4     |       |
|                                     | Annagrazia Angolano       | Annagrazia Angolano  | Annagrazia Angolano | 9 597   | 10,91   | Movimento 5 Stelle        | 5 245  | 6,28  | –     |
| Angolano Sindaca                    | Annagrazia Angolano       | Annagrazia Angolano  | Annagrazia Angolano | 9 597   | 10,91   | 1 291                     | 1,55   | –     |       |
| Seggio di coalizione                | Seggio di coalizione      | Seggio di coalizione | Annagrazia Angolano | 9 597   | 10,91   | 1                         |        |       |       |
| Totale liste                        | Annagrazia Angolano       | Annagrazia Angolano  | Annagrazia Angolano | 9 597   | 10,91   | 6 536                     | 7,83   | 1     |       |
|                                     | Mirko Di Bello            | Mirko Di Bello       | Mirko Di Bello      | 4 562   | 5,19    | Lista con Di Bello        | 1 694  | 2,03  | –     |
| Taranto e Futuro                    | Mirko Di Bello            | Mirko Di Bello       | Mirko Di Bello      | 4 562   | 5,19    | 1 062                     | 1,27   | –     |       |
| Movimento Sportivo                  | Mirko Di Bello            | Mirko Di Bello       | Mirko Di Bello      | 4 562   | 5,19    | 464                       | 0,56   | –     |       |
| Impronta Verde                      | Mirko Di Bello            | Mirko Di Bello       | Mirko Di Bello      | 4 562   | 5,19    | 380                       | 0,46   | –     |       |
| Tre Terre                           | Mirko Di Bello            | Mirko Di Bello       | Mirko Di Bello      | 4 562   | 5,19    | 375                       | 0,45   | –     |       |
| I Rioni                             | Mirko Di Bello            | Mirko Di Bello       | Mirko Di Bello      | 4 562   | 5,19    | 289                       | 0,35   | –     |       |
| Seggio di coalizione                | Seggio di coalizione      | Seggio di coalizione | Mirko Di Bello      | 4 562   | 5,19    | 1                         |        |       |       |
| Totale liste                        | Mirko Di Bello            | Mirko Di Bello       | Mirko Di Bello      | 4 562   | 5,19    | 4 264                     | 5,11   | 1     |       |
|                                     | Mario Cito                | Mario Cito           | Mario Cito          | 844     | 0,96    | Lega d'Azione Meridionale | 675    | 0,81  | –     |
| Totale                              | Totale                    | 72 287               | 100                 | 87 925  | 100     |                           | 83 460 | 100   | 32    |
|                                     |                           |                      |                     |         |         |                           |        |       |       |
| Fonte: Ministero dell'interno       |                           |                      |                     |         |         |                           |        |       |       |

1. ↑  Lista sostenuta da Socialismo XXI e Possibile.
2. ↑  Lista sostenuta da dissidenti del Partito Socialista Italiano.
3. ↑  Include candidati del Partito della Rifondazione Comunista
4. ↑  Include candidati del Movimento 5 Stelle e del Partito Pensionati, Invalidi e Giovani